# Lethrinops turneri
Lethrinops turneri är en fiskart som beskrevs av Ngatunga och Jos Snoeks 2003. Lethrinops turneri ingår i släktet Lethrinops och familjen Cichlidae. IUCN kategoriserar arten globalt som livskraftig. Inga underarter finns listade i Catalogue of Life.